# 傅海静
傅海静（1957年—），男，辽宁大连人，中国男中音歌唱家，北京大学歌剧研究院副院长、教授，曾任中国音乐家协会理事。